# ボブ矢沢
ボブ矢沢（ボブ やざわ、1966年1月7日 - ）は、日本の女子プロレスの元レフェリー。
父は「松永四兄弟」の次男で「全日本女子プロレス興業株式会社」代表取締役、そして「ミスター郭」としてレフェリーも務めた松永健司。

## 経歴
東京都目黒区出身。
1985年（昭和60年）3月29日に全日本女子プロレスでレフェリーデビュー。父である松永健司と同様に親子二代のレフェリーとして活躍した。
柔道経験があり、自らの格闘技経験を生かして、格闘技戦におけるコーチとして選手の指導も兼務した。

## 関連書籍
- ベースボール・マガジン社『週刊プロレス 名鑑ロマン15年クロニクル』2004年2月1日 ISBN 4-583-61261-3